# 아부라스마시
아부라스마시(일본어: 油すまし)는 일본 구마모토현의 아마쿠사 지방에서 전해내려오는 요괴이다. 산중에서 기름이 든 병을 들고 나타나 행인을 놀래킨다고 전해진다.